# 東京臨海副都心

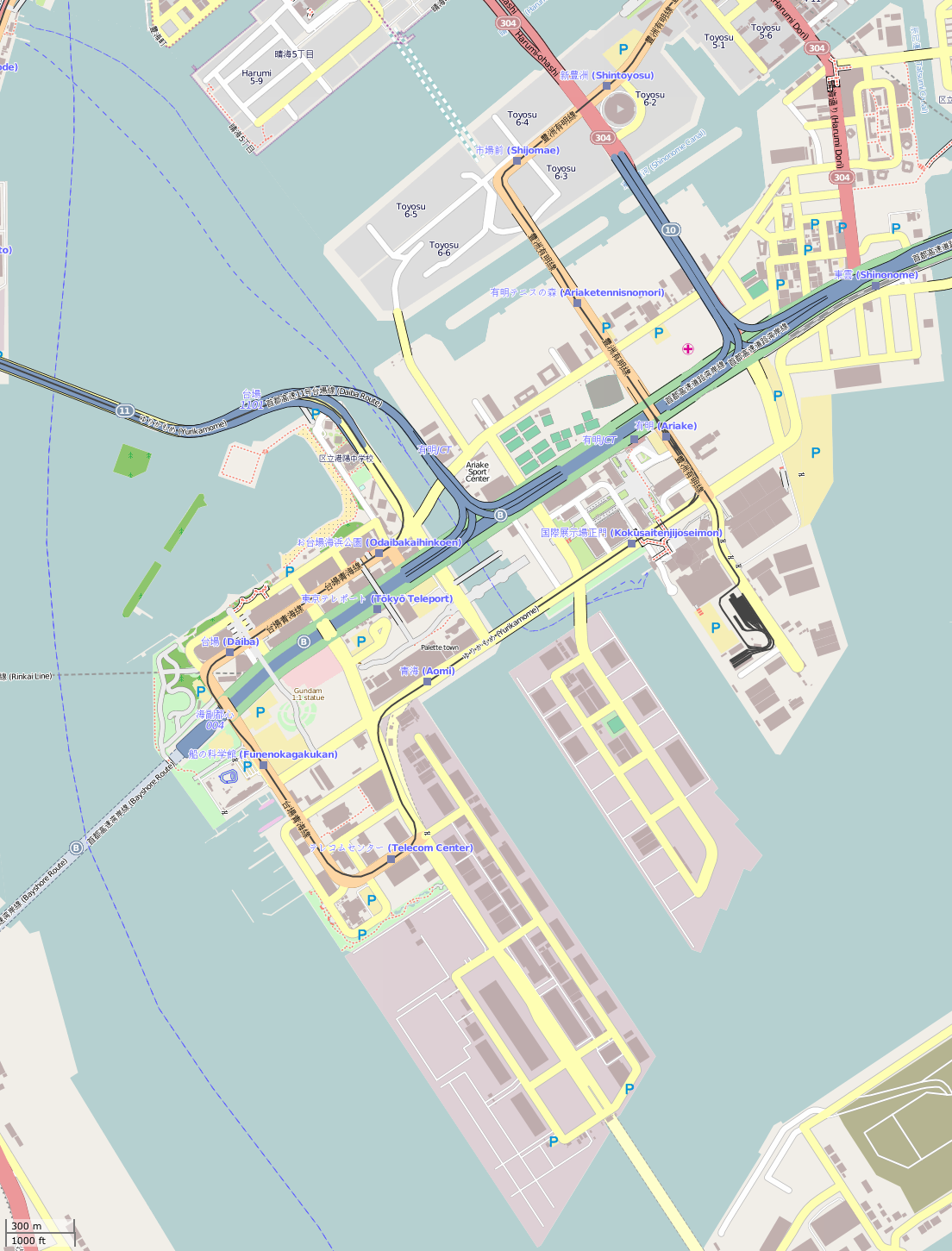
俯瞰図

東京臨海副都心（とうきょうりんかいふくとしん、英: Tokyo Waterfront City）は、東京都が策定した7番目の副都心であり、複数の特別区に跨がる442 ヘクタールのエリアである。都市景観100選受賞地区。
主に東京港埋立地10号地に属する江東区有明の一部と、同埋立地13号地に属する港区台場・江東区青海の一部・品川区東八潮からなる。全域が埋立地であり、東京都都市整備局と東京都港湾局が主に計画管理している。
公式愛称は「レインボータウン」であるが、かつて都知事だった石原慎太郎が臨海副都心全体を指して「お台場」と呼んだことから、マスコミや官公庁がそれにならうことがある。また、初期の臨海副都心開発計画（1988年）における愛称は「東京テレポートタウン」であった。

## 地区
主に、以下の4地区に分かれて計画・開発が行われている。
- 台場地区（だいばちく、港区台場一・二丁目） - 通称：お台場
- 青海地区（あおみちく、江東区青海一・二丁目及び品川区東八潮）
- 有明北地区（ありあけきたちく、江東区有明一・二丁目）
- 有明南地区（ありあけみなみちく、江東区有明三丁目）

## 概要
江戸時代末期に黒船対策として造った大砲台場の建設が、この地区の埋め立ての始まりである。1940年（昭和15年）の東京港開港以来、本格的な突堤建設や埋め立てが始まった。船の科学館と隣接地で1978年（昭和53年）から前期・後期およそ1年間開催された宇宙科学博覧会（宇宙博）では、1,100万人を超える来場者を集めた。この頃は一帯すべてが建設予定地であり、建物は船の科学館と海運企業の倉庫・コンテナ置き場・材木業者の作業場と事務所くらいしかなかった。
1979年（昭和54年）に、都知事に鈴木俊一が就任すると、臨海副都心開発の検討が始まった。1979年（昭和54年）のマイタウン構想懇談会、1982年（昭和57年）の「東京都長期計画」、1985年（昭和60年）の「東京テレポート構想」、1986年（昭和61年）の「第二次東京都長期計画」である。
臨海副都心の建設はバブル景気絶頂期の1989年（平成元年）から始まり、建設期間は3期27年である。臨海副都心はオフィス街として開発される予定であったため、東京都は企業誘致を積極的に行った。しかし、バブル崩壊で企業進出のキャンセルが相次ぎ、開発計画の見直しを迫られることになった。
1995年（平成7年）、都知事に青島幸男が就任。計画第二期が始まる1996年（平成8年）3月からは、臨海副都心の大掛かりなスタートデモンストレーションも兼ねて「世界都市博覧会」の開催が予定されていた。しかし青島都知事は、臨海副都心開発見直しを掲げ、世界都市博覧会を中止した。だが開発計画自体は止めなかった。
1999年（平成11年）、都知事に石原慎太郎が就任。開発事業を推進する方向で動いた。このころになると、ようやく建築物も増え始め、かつての鈴木都知事の後押しで本社屋を当地に移転したフジテレビジョンが牽引役となり、地元の活性化運動もあって大規模イベント会場の誘致が進んだ。2002年（平成14年）には政令による都市再生緊急整備地域にも指定されている。近年ではアミューズメントやショッピング施設が次々に開業し、週末の気軽な観光地として賑わっている。
2013年（平成25年）には、2020年の夏季オリンピック開催都市が東京に決定した（東京2020オリンピック競技大会）。臨海副都心ではオリンピックの開催に向け、東京港に大型クルーズ船が停泊できる「東京国際クルーズターミナル」が整備された。東京2020組織委員会は、大会関連施設が設置された臨海副都心エリア全体を「TOKYO WATERFRONT CITY（トーキョーウォーターフロントシティ）」と銘打っている。また、大会の競技会場が設置された有明北地区は「有明アーバンスポーツパーク (仮称)」など、“レガシーエリア”として大会終了後に整備する方針が示されている。

## 歴史・今後の予定
- 1974年（昭和49年）
  - 船の科学館オープン。
  - 13号地公園（現在の潮風公園）開園。
- 1979年（昭和54年）
  - マイタウン構想懇談会が行われる。
- 1981年（昭和56年）
  - 首都高速湾岸線供用開始。
- 1982年（昭和57年）
  - 「東京都長期計画」発表。
- 1983年（昭和58年）
  - 有明テニスの森公園開園。
- 1985年（昭和60年）
  - 「東京テレポート構想」発表。
- 1986年（昭和61年）
  - 「第二次東京都長期計画」発表。
- 1987年（昭和62年）
  - 有明コロシアムオープン。
  - 「臨海副都心開発基本構想」が決定された。

### 第一期
- 1989年（平成元年）
  - 開発開始。
- 1993年（平成5年）
  - レインボーブリッジ開通。首都高速11号台場線により都心と直結。
- 1995年（平成7年）
  - 都知事青島幸男により世界都市博覧会の中止決定。
  - 東京都により、東京7番目の副都心に指定される。
  - ゆりかもめ（新橋 - 有明間）開業。
  - テレコムセンター竣工。
  - 東京都水の科学館オープン。
  - 有明スポーツセンターオープン。
  - 台場フロンティアビル竣工。

### 第二期
- 1996年（平成8年）
  - 世界都市博覧会が行われる予定だった。
  - 東京臨海高速鉄道りんかい線（東京テレポート - 新木場間）開業。
  - 港区立港陽小学校・中学校開校。にじのはし幼稚園開園。
  - 青海フロンティアビル竣工。
  - 有明フロンティアビル竣工。
  - タイム24ビル竣工。
  - 有明センタービル竣工。
  - シンボルプロムナード公園開園。
  - ホテル日航東京（現：ヒルトン東京お台場）オープン。
  - 東京ファッションタウン（TFT）オープン。
  - 東京国際展示場（東京ビッグサイト）オープン。
  - 水の広場公園開園。
  - 有明西ふ頭公園開園。
  - お台場海浜公園開園。
  - デックス東京ビーチオープン。
  - FCGビル落成。
- 1997年（平成9年）
  - 公式愛称が「レインボータウン」に決まる[2]。
  - フジテレビ本社屋が台場地区に移転。
  - 青海南ふ頭公園開園。
- 1998年（平成10年）
  - ホテルグランパシフィック・メリディアン（現：グランドニッコー東京 台場）オープン。
- 1999年（平成11年）
  - パレットタウンオープン。
  - 東京ベイ有明ワシントンホテルオープン。
- 2000年（平成12年）
  - アクアシティお台場オープン。
  - メディアージュオープン。
  - 東京港湾合同庁舎竣工。
  - ディファ有明オープン。
- 2001年（平成13年）
  - トレードピアお台場竣工。
  - 日本科学未来館オープン。
  - 東京国際交流館オープン。
  - 産業技術総合研究所臨海副都心センター竣工。
- 2002年（平成14年）
  - りんかい線が大崎まで延伸され、全線開業。同時にJR埼京線との相互直通運転の開始により、渋谷・新宿・池袋の各副都心と直結される。
  - パルティーレ東京ベイ ウエディングビレッジ&スクエア（現：アニヴェルセル 東京ベイ）オープン。
  - パナソニックセンター東京オープン。
- 2003年（平成15年）
  - 大江戸温泉物語オープン。
- 2005年（平成17年）
  - 癌研究会有明病院竣工。
  - サントリー東京支社ビル竣工。

### 第三期
- 2006年（平成18年）
  - ゆりかもめが豊洲駅まで延伸され、晴海通り支線（現：有明通り）が有明地区に接続される。
  - かえつ有明中・高等学校開校。
  - TOC有明竣工。
- 2007年（平成19年）
  - フジテレビ湾岸スタジオ竣工。
  - 台場ガーデンシティビル竣工。
  - 乃村工藝社本社ビル竣工（台場地区の開発が完了）。
- 2008年（平成20年）
  - 東京湾岸警察署が開署。
  - 東京ベイコート倶楽部 ホテル&スパリゾートとホテルトラスティ東京ベイサイドオープン。
- 2009年（平成21年）
  - 東京有明医療大学開学。
  - 有明教育芸術短期大学開学。
  - ホテルサンルート有明オープン。
  - 潮風公園でGREEN TOKYO ガンダムプロジェクトが開催され、52日間で415万人を動員した。
- 2010年（平成22年）
  - 東京臨海広域防災公園開園。
- 2011年（平成23年）
  - 日本土地建物・大和ハウス工業による「有明セントラルタワー」竣工。
  - 江東区立有明小学校・同中学校開校（同地に併設）。
  - 海上保安庁海洋情報部庁舎竣工。
  - 東京都立産業技術研究センター竣工。
- 2012年（平成24年）
  - 武蔵野大学有明キャンパス開設。
  - ダイバーシティ東京オープン。
- 2013年（平成25年）
  - 青海・台場クロスウォークが開通。

### 第四期
- 2016年（平成28年）
  - 国道357号の東京港トンネル（西行き）が供用開始。
  - BMW GROUP Tokyo Bayオープン。
  - 東京ビッグサイト東新展示棟が完成。
- 2017年（平成29年）
  - UNIQLO CITY TOKYOが完成。
- 2018年（平成30年）
  - 江東区立有明西学園が開校。
  - 環状2号線が暫定開通。
  - 有明南K区画：ダイワロイネットホテル東京有明が開業。
- 2019年（平成31年/令和元年）
  - 国道357号の東京港トンネル（東行き）が供用開始[12]。
  - 東京ビッグサイトの南展示棟が完成。
  - 東京オリンピックの会場となる有明アリーナと有明体操競技場が完成。
- 2020年（令和2年）
  - 東京国際クルーズターミナルが開業。
  - 有明ガーデンが開業。
- 2021年（令和3年）
  - 土地の賃貸契約終了に伴い、東京お台場 大江戸温泉物語が閉館[13][14]（後節参照）。
- 2022年（令和4年）
  - 後述の再開発（2023年春着工予定）に伴い、パレットタウンが順次閉館（後節参照）。
  - 環状2号線が全面開通。有明と千代田区神田が一本でつながる。
- 2023年（令和5年）
  - 有明体操競技場が有明展示場（有明GYM-EX）として開業。
  - 東京BRTのプレ運行（2期）によりBRTが臨海副都心に乗り入れる。
  - 閉館したMEGAWEB（パレットタウン内）跡地の一部にモータースポーツ・サーキットコース施設「CITY CIRCUIT TOKYO BAY」（暫定施設/運営：トムス）が開業[15][16]。
- 2024年（令和6年）
  - ヴィーナスフォート（パレットタウン内）跡地の建物を活用し屋内型イマーシブ・テーマパーク「イマーシブ・フォート東京」（暫定施設/運営：刀社グループ）が開業[15][16][17]。
- 2025年（令和7年）
  - 青海ST区画：パレットタウン（MEGAWEB）跡地に、トヨタグループなどによるスポーツアリーナ「TOYOTA ARENA TOKYO」[18][19]、商業施設などからなる複合施設が開業予定（TOKYO A-ARENA PROJECT）[20][21][22][23][24]（後節参照）。
  - 有明南G1区画[25]：コナミグループによる事務所（研究開発拠点）、スタジオ、ショップなどからなる複合施設「コナミクリエイティブフロント東京ベイ」が竣工予定[26][27][28]。
  - 有明南H区画[25]：アニヴェルセル 東京ベイ跡地に、テレビ朝日による多目的ホール、劇場、イベント・エンターテインメントスペース、スタジオ・オフィスなどからなる複合施設「東京ドリームパーク」[29]が竣工予定（開業は2026年春予定）[26][27][30][31][32]。

## 各地区の主な施設
各地区には主に以下の施設が存在する。

### 台場地区
主要施設
- レインボーブリッジ

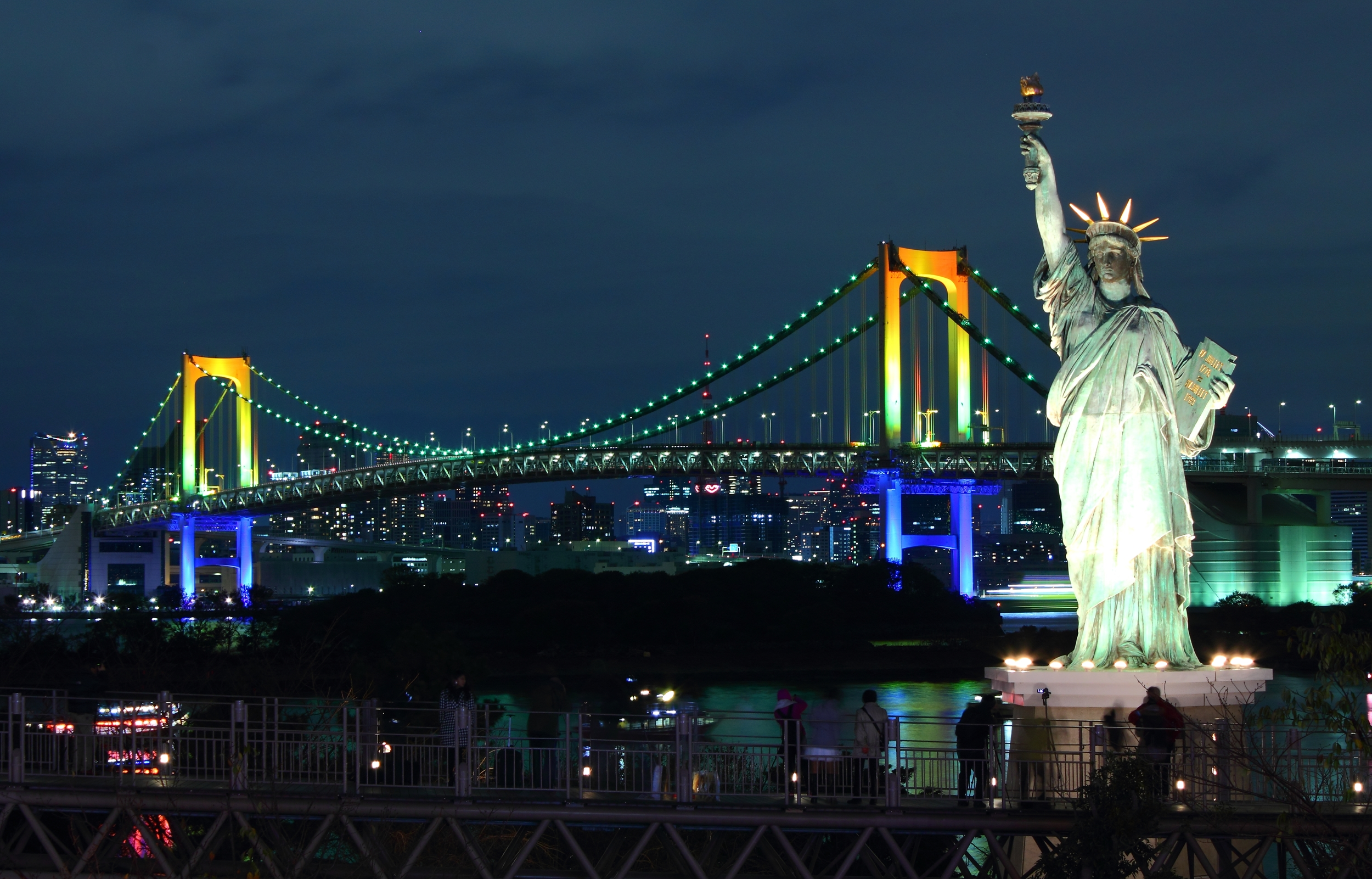
レインボーブリッジと自由の女神像

商業施設
- デックス東京ビーチ
- アクアシティお台場

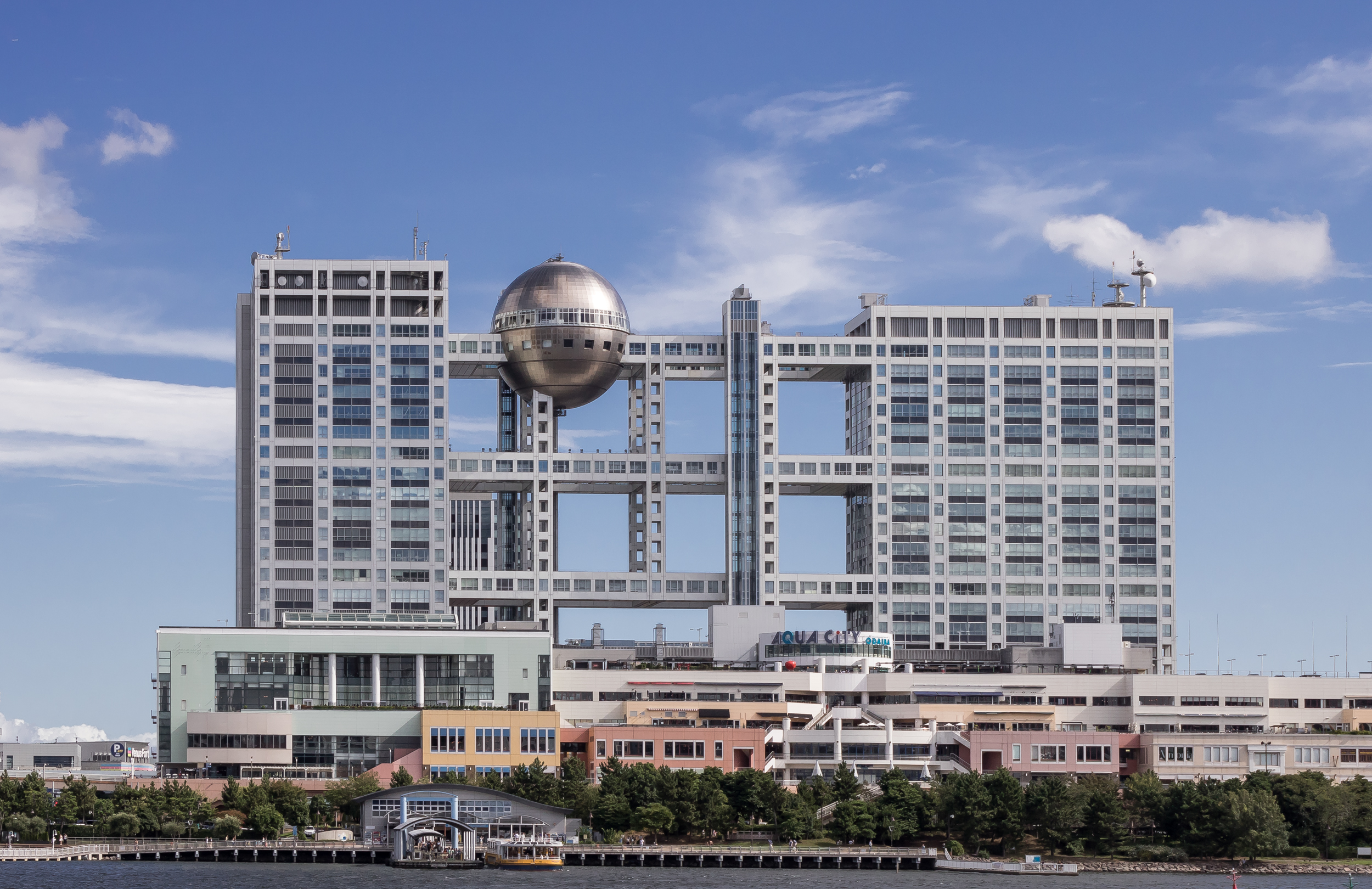
FCGビル（奥）とアクアシティお台場、メディアージュ（手前）

ホテル
- ヒルトン東京お台場
- グランドニッコー東京 台場

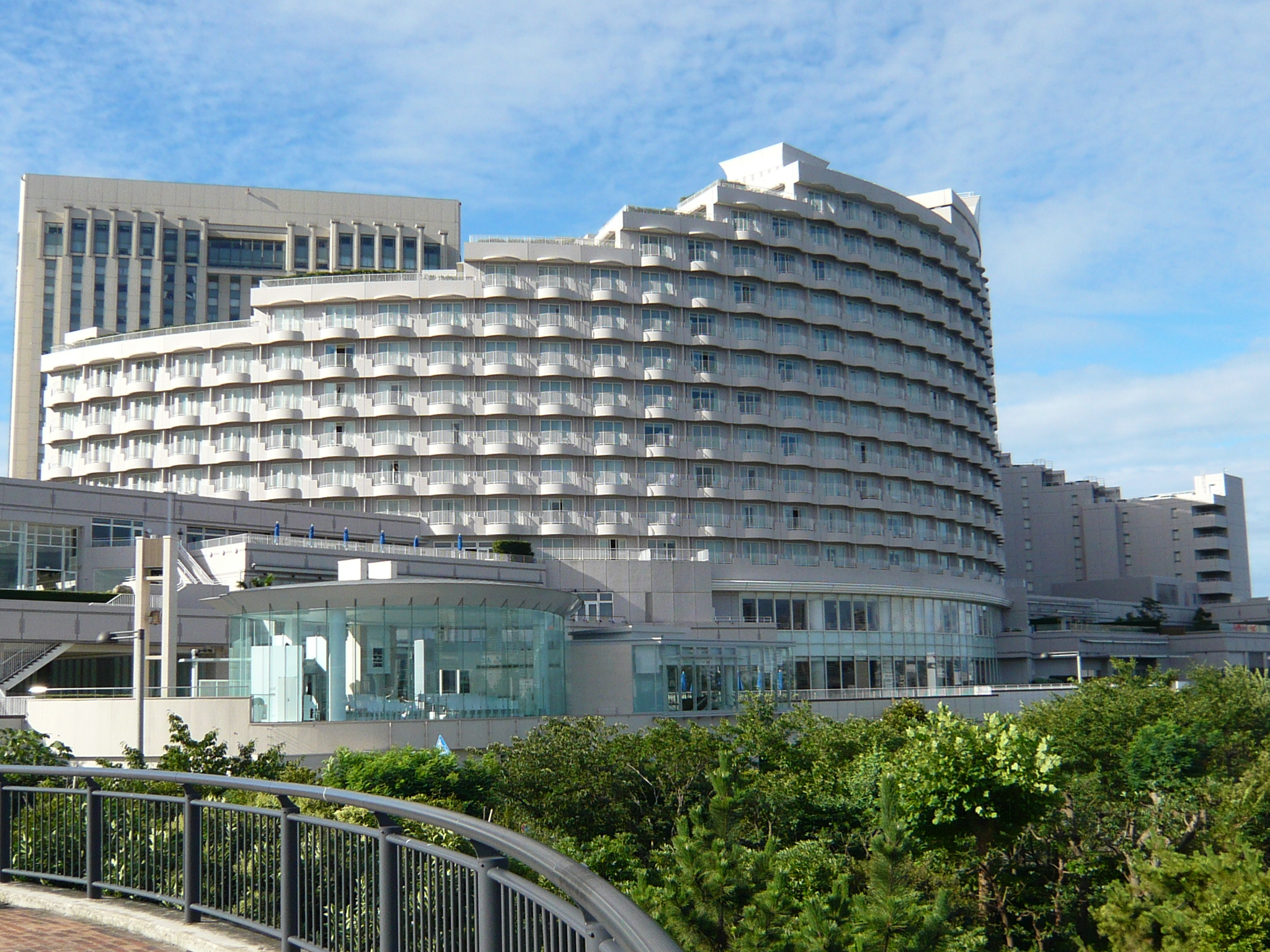
ヒルトン東京お台場（旧：ホテル日航東京）

オフィスビル
- FCGビル
  - フジ・メディア・ホールディングス本社
  - フジテレビジョン本社
- 台場フロンティアビル
  - ユーシーカード日本法人本社
- トレードピアお台場
- サントリー東京支社
- 乃村工藝社本社ビル
- 台場ガーデンシティビル

公園
- 台場公園
- お台場海浜公園
- シンボルプロムナード公園
- お台場レインボー公園

学校
- お台場学園
  - 港陽小学校
  - 港陽中学校
- にじのはし幼稚園

住宅施設
- シーリアお台場一番街
- シーリアお台場三番街
- シーリアお台場五番街
- トミンタワー台場一番街
- トミンタワー台場三番街
- トミンハイム台場五番街
- 都営台場一丁目アパート
- THE TOWERS DAIBA

### 青海地区
複合施設
- ダイバーシティ東京
  - ダイバーシティ東京プラザ（事業者：三井不動産、運営・管理：三井不動産商業マネジメント）
  - ダイバーシティ東京オフィスタワー（運営・管理：サンケイビル）
- トヨタグループなどによるスポーツアリーナ「TOYOTA ARENA TOKYO」[18][19]、商業施設などからなる複合施設（TOKYO A-ARENA PROJECT、2023年7月着工・2025年秋開業予定、後節参照/パレットタウン〈MEGAWEB〉跡地）[20][21][22][23][24]

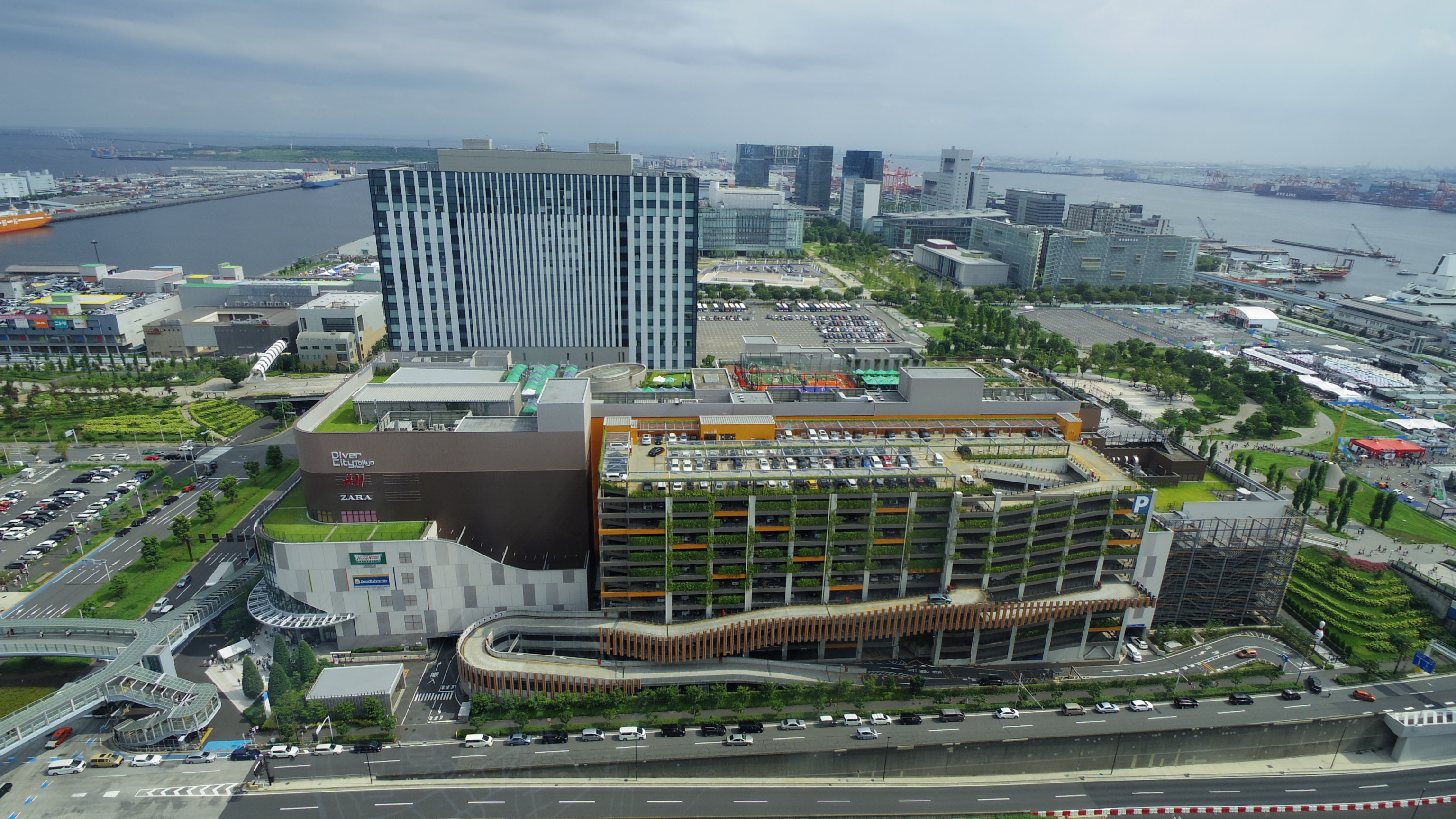
ダイバーシティ東京

商業施設
- BMW GROUP Tokyo Bay（定期借地・暫定施設）

オフィスビル
- テレコムセンター
- タイム24ビル
- 青海フロンティアビル
  - ジェイ・スポーツ・ブロードキャスティング本社
- フジテレビ湾岸スタジオ
- the SOHO

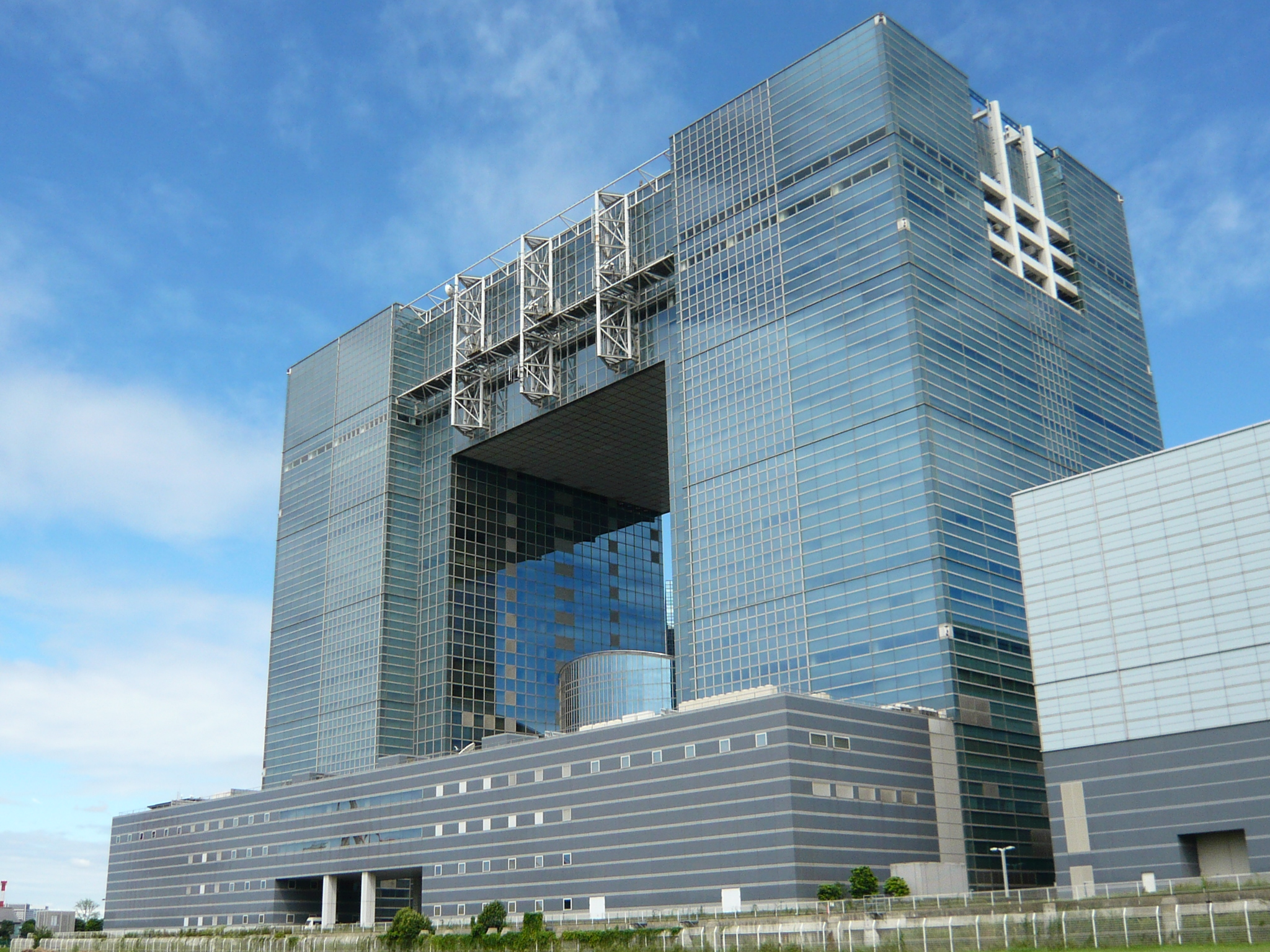
テレコムセンター
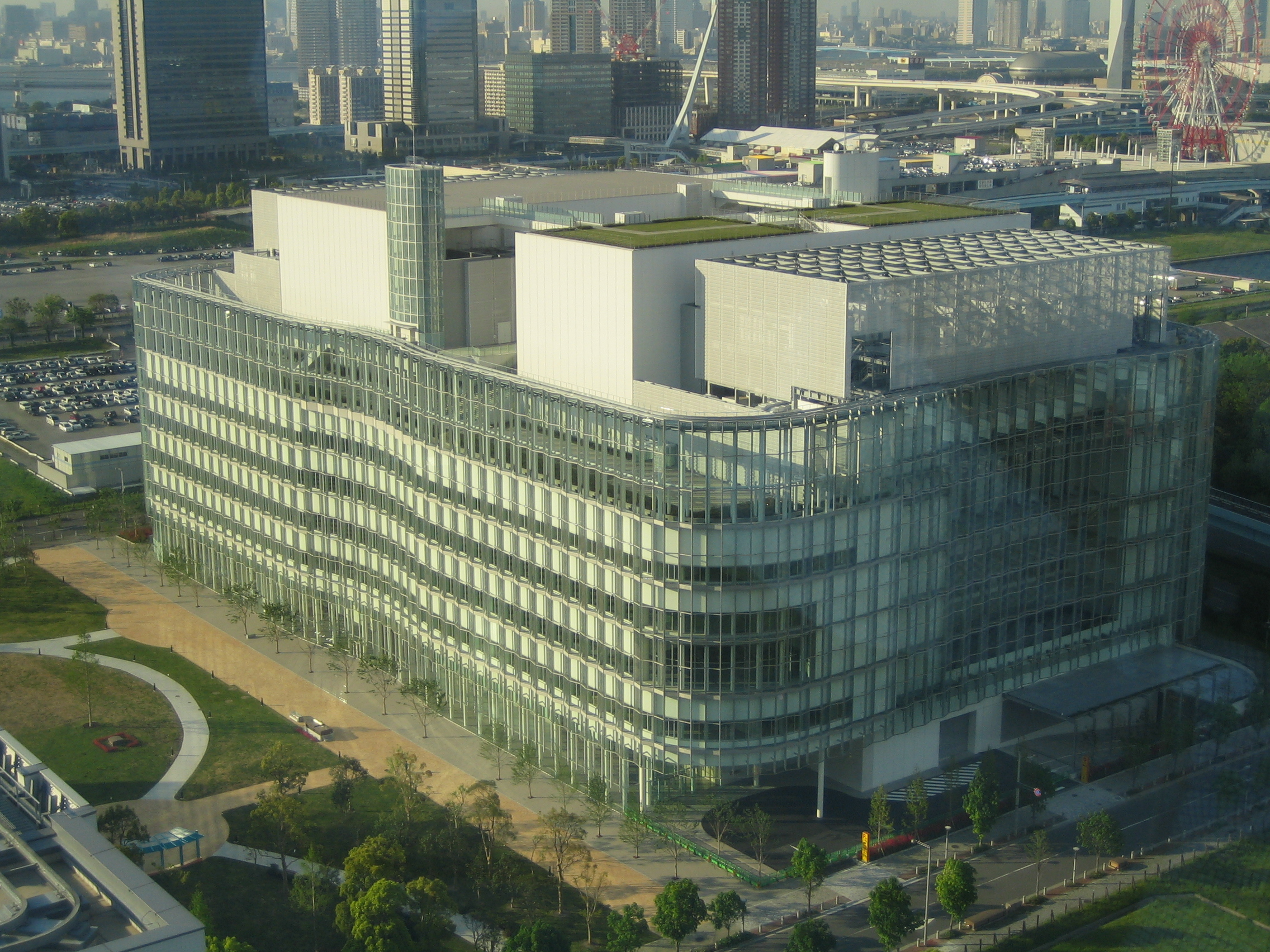
フジテレビ湾岸スタジオ

研究・研修機関
- 船の科学館（本館展示休止中）
  - 海上保安庁 東京港内交通管制室（信号所）
- 日本科学未来館
- 東京国際交流館
- 産業技術総合研究所 臨海副都心センター
- 東京都立産業技術研究センター（西が丘本部、駒沢支所が移転・統合）

公園
- 潮風公園
- シンボルプロムナード公園
- 青海北ふ頭公園
- 青海南ふ頭公園
- 水の広場公園

客船ターミナル
- 東京国際クルーズターミナル（海上施設）

- 東京国際クルーズターミナル

公共施設
- 東京湾岸警察署
- 東京港湾合同庁舎
  - 東京税関
- 海上保安庁海洋情報部庁舎

学校
- 東京都立臨海青海特別支援学校

テーマパーク

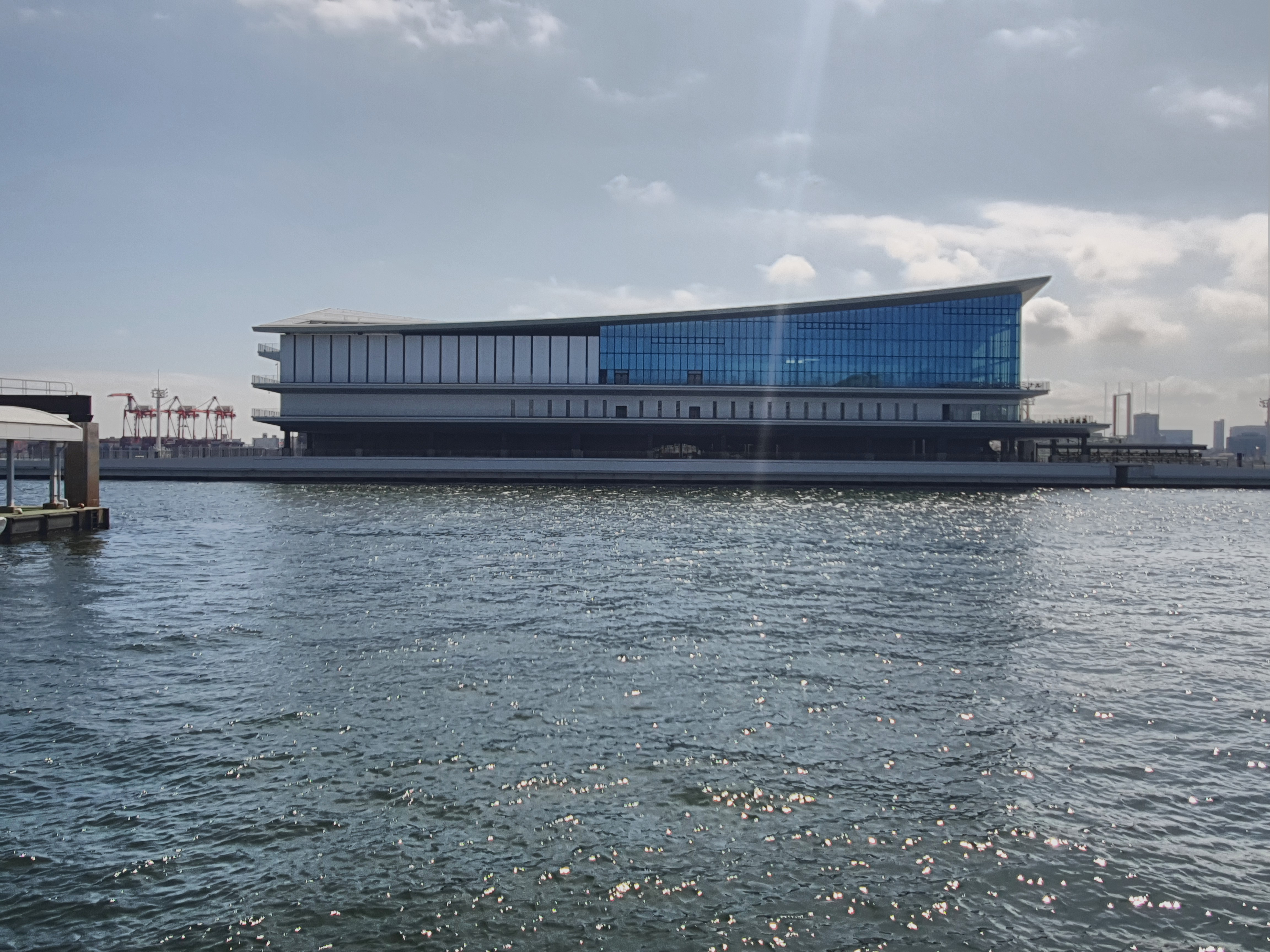
東京国際クルーズターミナル

- イマーシブ・フォート東京（ヴィーナスフォートの建物活用/定期借地・暫定施設）[15][16][17]

サーキット場
- CITY CIRCUIT TOKYO BAY（MEGAWEB跡地の一部/定期借地・暫定施設）[15][16]

### 有明北地区

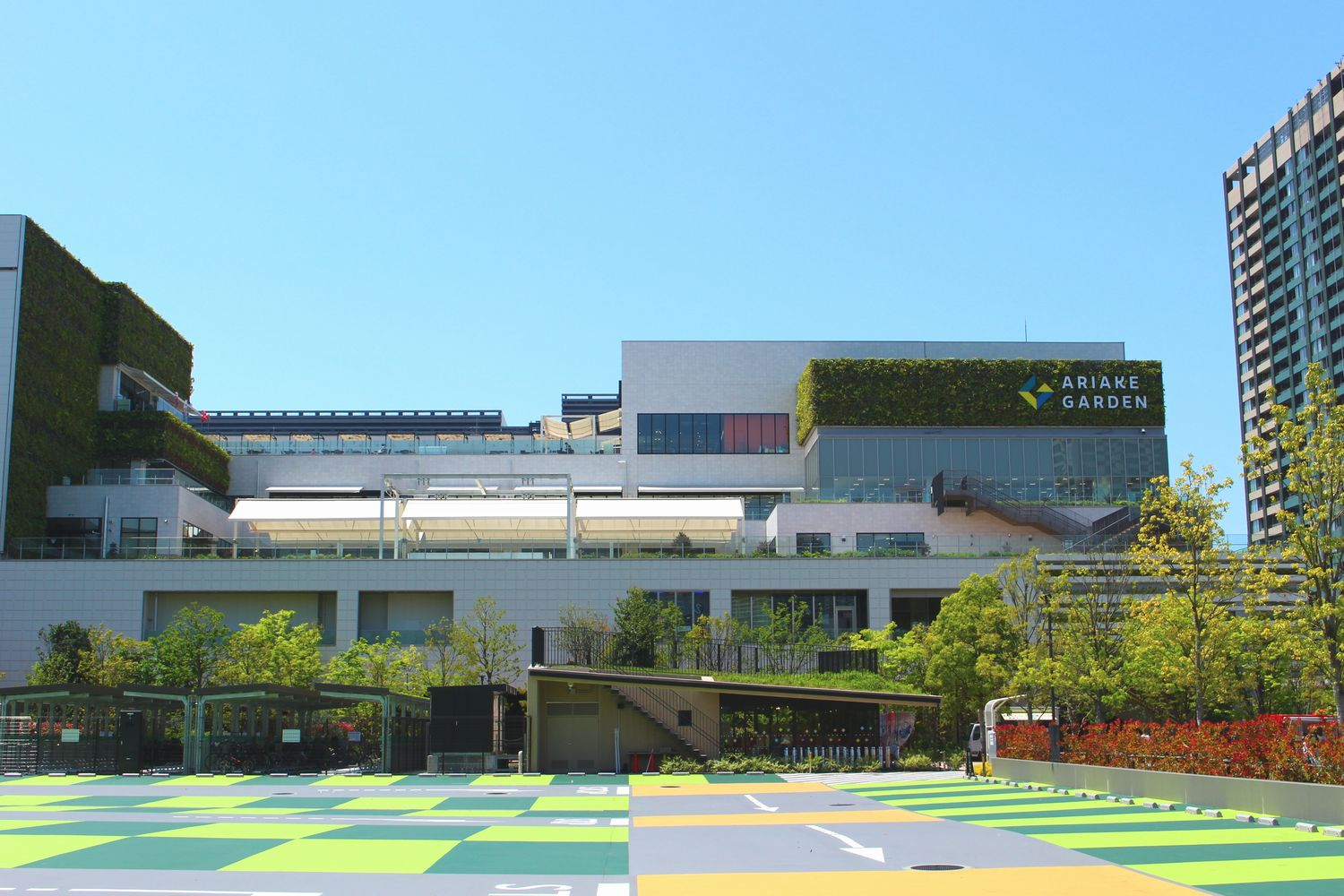
有明ガーデン
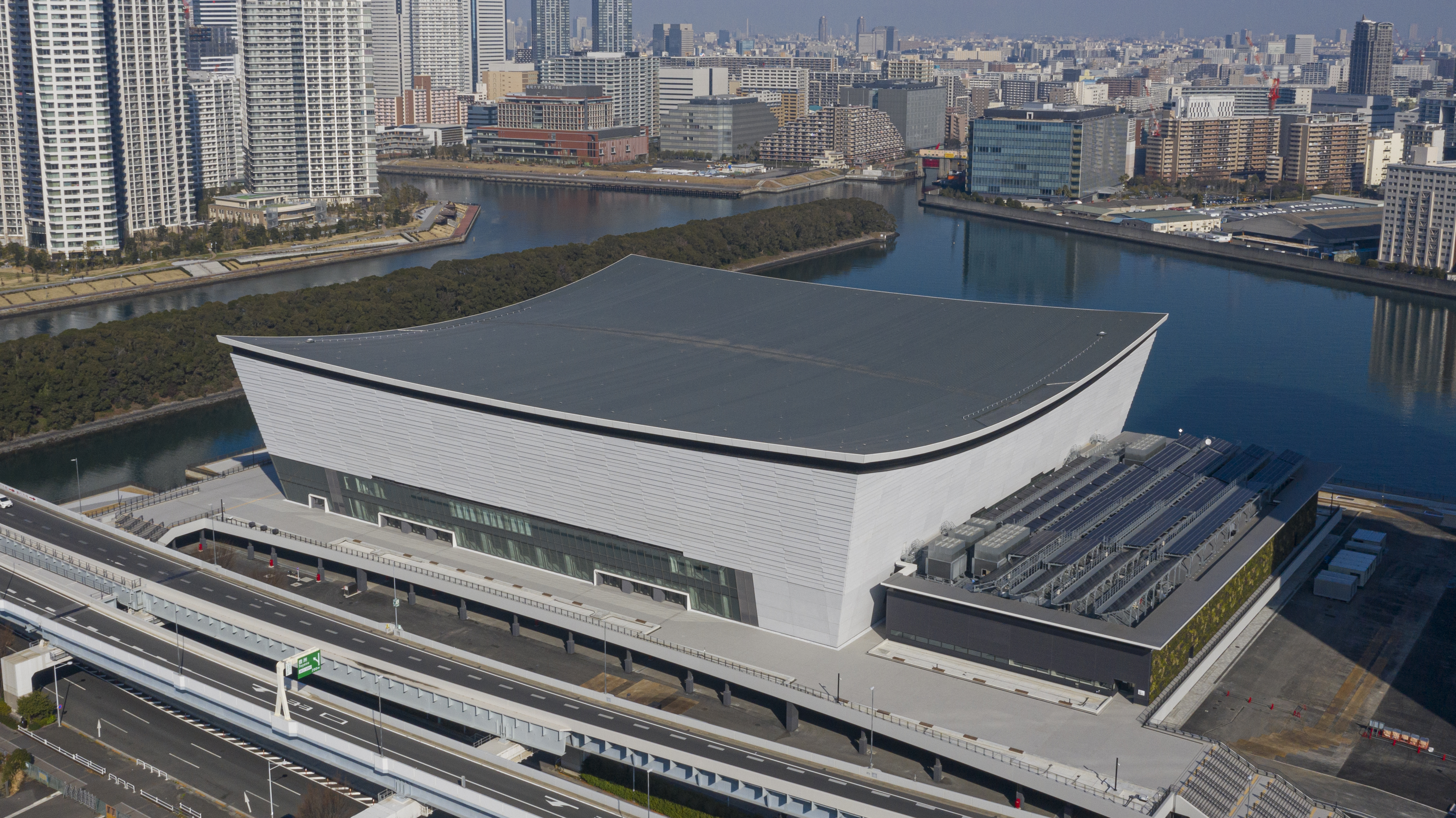
有明アリーナ

複合施設
- 有明ガーデン（事業者：住友不動産）
  - 住友不動産ショッピングシティ 有明ガーデン
  - 東京ガーデンシアター
  - シティータワーズ東京ベイ
  - ホテルヴィラフォンテーヌグランド東京有明
  - 有明四季劇場

商業施設
- スモールワールズ東京

ホテル
- ファーイーストビレッジホテル東京有明

業務施設
- UNIQLO CITY TOKYO（ユニクロの有明本部、物流センターも併設）

公園・レガシーエリア
- 有明テニスの森公園
  - 有明コロシアム
- 有明オリンピック・パラリンピックパーク[34]
  - 有明親水海浜公園（2022年8月一部開園・2023年度完成予定）
    - 有明アーバンスポーツパーク（2024年4月に一部先行開業、同年10月に全面開業予定〈10年程度運営、定期借地・暫定施設〉[35][36][37][38]）

  - 有明アリーナ
  - 有明体操競技場（2023年5月に有明展示場〈愛称：有明GYM-EX〉として転用開業〈10年程度運営、定期借地・暫定施設〉[39][40][41]）

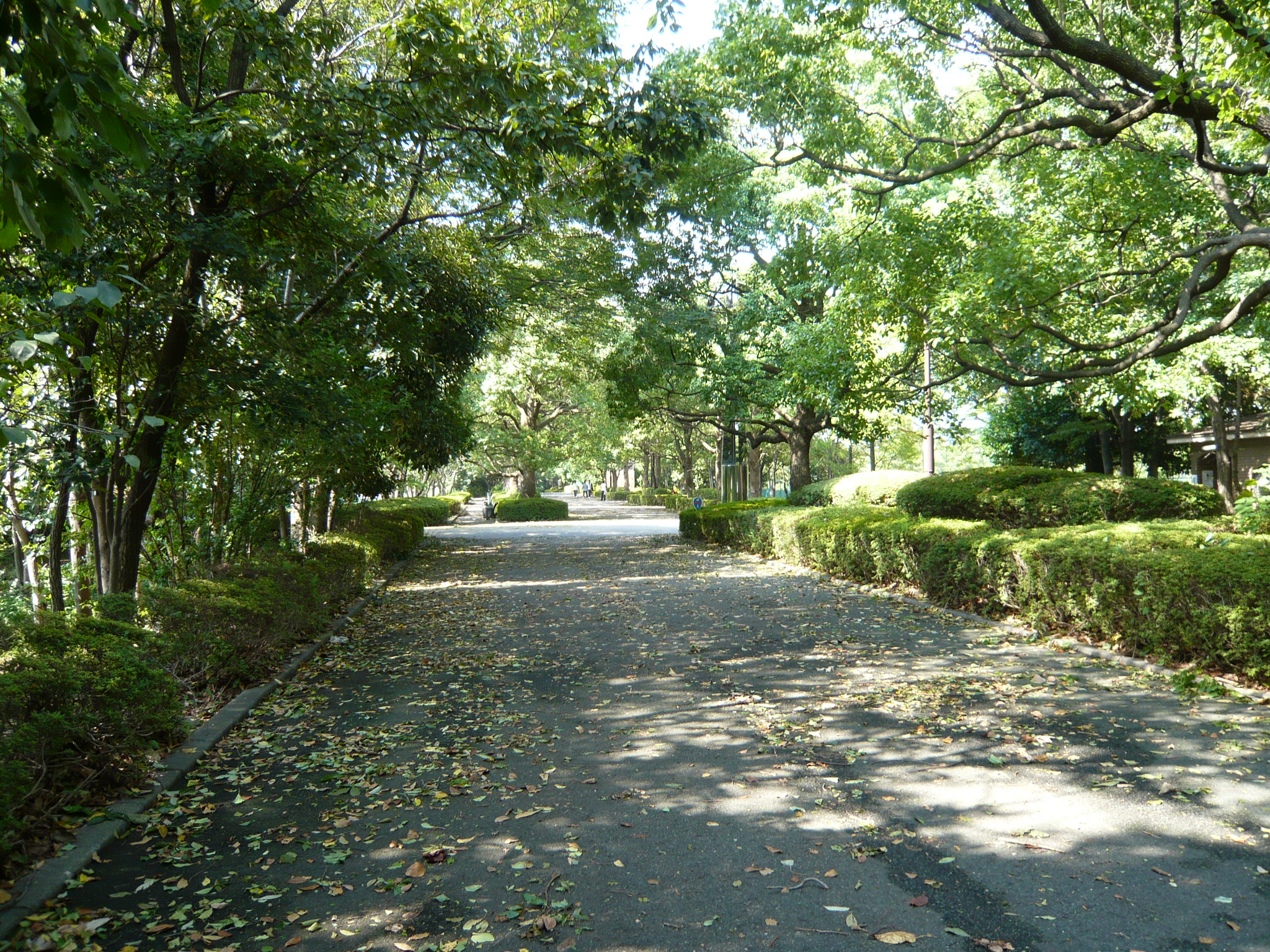
有明テニスの森公園

公共施設
- 有明清掃工場
- 有明スポーツセンター
- 有明水再生センター
  - 虹の下水道館

学校
- かえつ有明中学校・高等学校
- 東京有明医療大学
- 有明教育芸術短期大学
- 有明小学校
- 有明中学校
- 有明西学園

住宅施設
- オリゾンマーレ
- ガレリアグランデ
- ブリリアマーレ有明
- シティタワー有明
- ブリリア有明スカイタワー
- ブリリア有明シティタワー
- ブリリア有明ミッドクロス

### 有明南地区
主要施設
- 東京国際展示場（東京ビッグサイト）

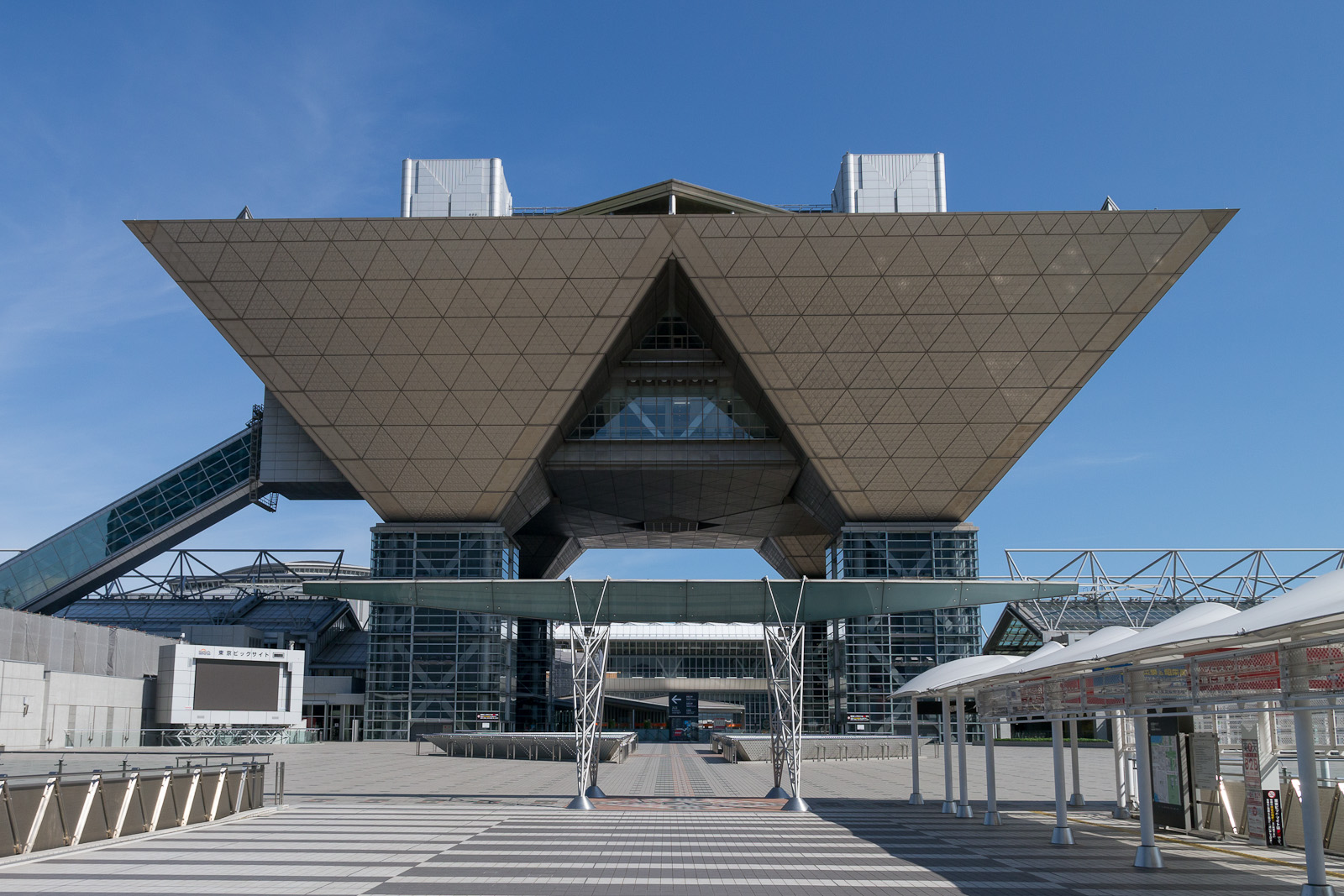
東京ビッグサイト

複合施設
- テレビ朝日による多目的ホール、イベント・エンターテインメントスペース、スタジオ・オフィスなどからなる複合施設「東京ドリームパーク」[29]（2025年竣工・2026年春開業予定/アニヴェルセル 東京ベイ跡地）[26][27][31][32]
- コナミグループによる事務所（研究開発拠点）、スタジオ、ショップなどからなる複合施設「コナミクリエイティブフロント東京ベイ」（2025年竣工予定）[26][27][28]。

商業施設
- 東京ファッションタウン（TFT）
  - 大塚家具本社
- パナソニックセンター東京

ホテル
- 東京ベイ有明ワシントンホテル
- 東京ベイコート倶楽部 ホテル&スパリゾート
  - ホテルトラスティ東京ベイサイド
- 相鉄グランドフレッサ東京ベイ有明（旧：ホテルサンルート有明）
- ダブルツリーbyヒルトン東京有明（旧：ダイワロイネットホテル東京有明）

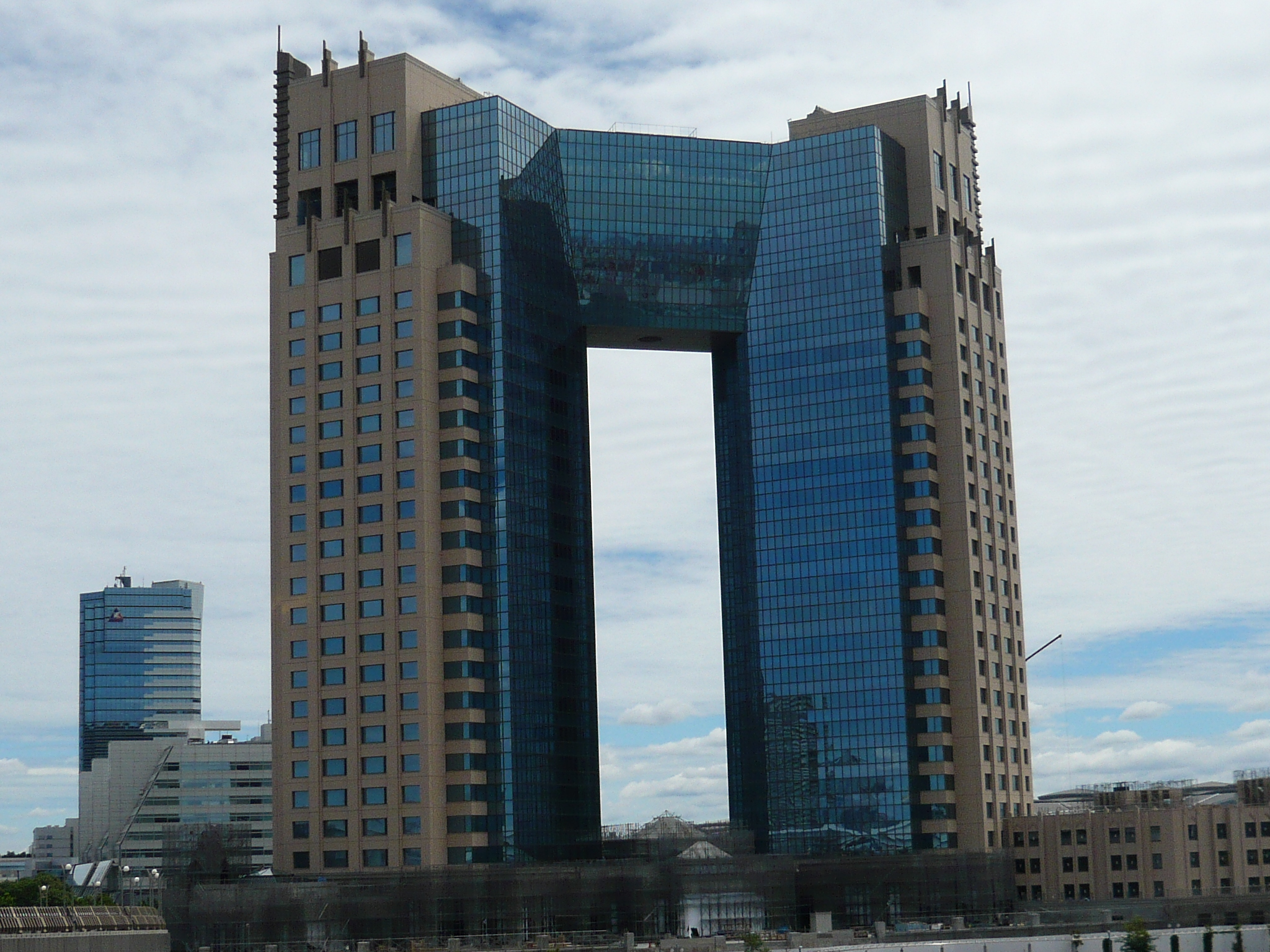
東京ベイコート倶楽部 ホテル&スパリゾートとホテルトラスティ東京ベイサイド

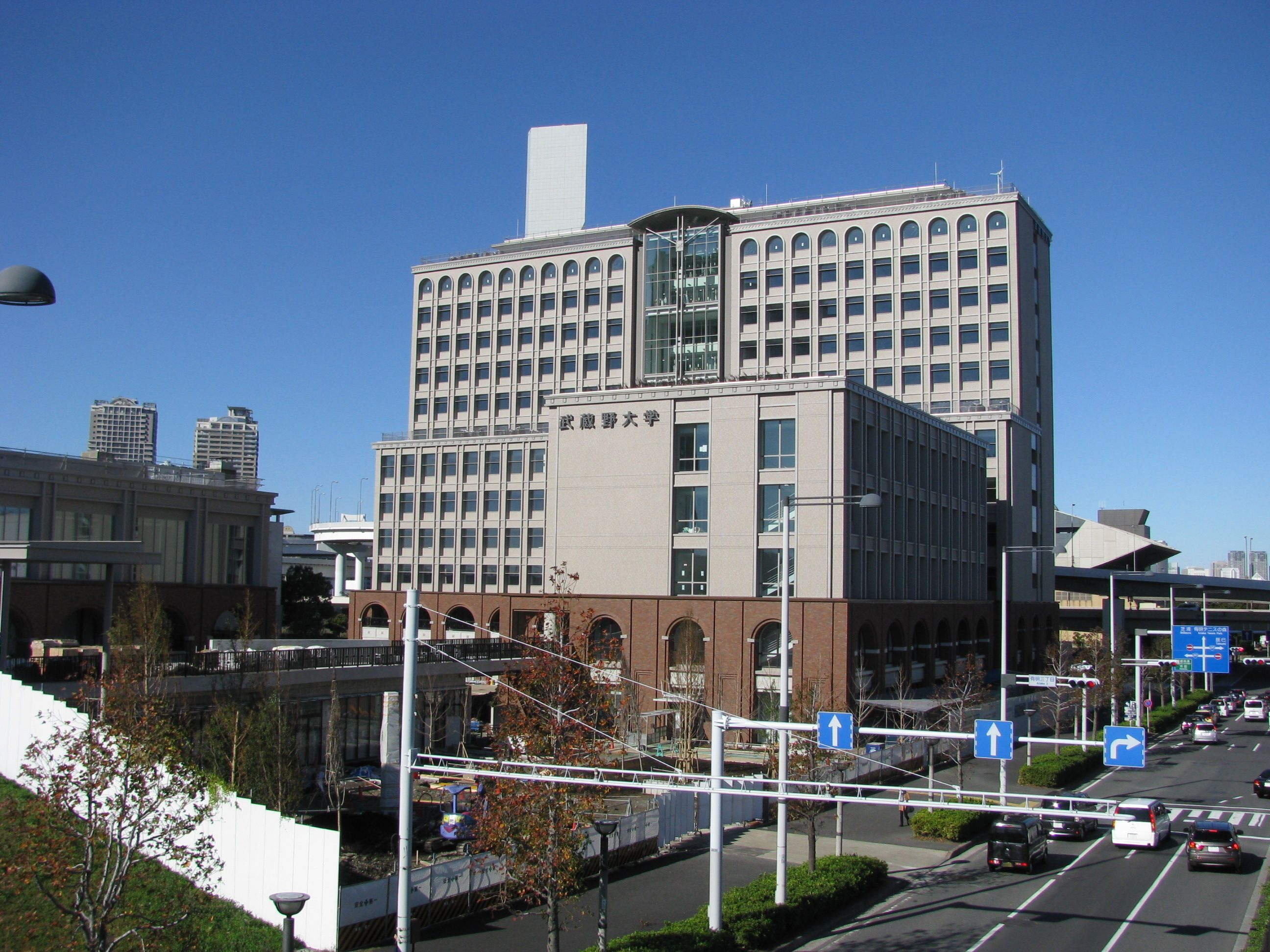
武蔵野大学有明キャンパス

オフィスビル
- TOC有明
- 有明フロンティアビル
  - ユニバーサルエンターテインメント本社
- 有明センタービル
- 有明セントラルタワー

研究・研修機関
- 東京都水の科学館

公園
- 東京臨海広域防災公園
- シンボルプロムナード公園
- 水の広場公園
- 有明西ふ頭公園

病院
- がん研究会有明病院

学校
- 武蔵野大学有明キャンパス

- 武蔵野大学有明キャンパス

## その他

### 暫定施設の閉鎖
臨海副都心の土地の幾つかは、東京都が暫定的な貸出を行っている土地である。臨海副都心地区の開発を進めていた1990年代後半、バブル崩壊の影響で企業の進出意欲はどん底であった上に、当時は交通の便も悪かった台場地区の買い手が付かなかったため、東京都が確実に事業者を募るため、廉価で10年間の期限を付け、東京都保有の土地を定期借地権で貸し出したことによる。
パレットタウン（1999年開業）、アニヴェルセル 東京ベイ（2002年開業）、大江戸温泉物語（2003年開業）、東京テレポート駅前のバーミヤンとローソンは定期借地権付きの用地で運営されることとなった暫定施設であるが、前述のとおり当初は開業から10年で土地を返還する契約となっていた。このうち、大江戸温泉物語とアニヴェルセル 東京ベイは2021年9月に閉館し（アニヴェルセルの跡地はテレビ朝日が「東京ドリームパーク」を開発）、パレットタウンについても後述の再開発工事着工に向けて更地にする必要もあることから、2021年12月から2022年8月にかけて順次閉館となった。さらに前述のバーミヤンとローソンも2023年に入ってから閉店となり、跡地は再び暫定利用（用途：小規模物販店舗、期間：3年〜最大5年）として土地利用者の公募が実施されたが、2024年11月にローソンが再オープンしている。
2010年代以降の施設ではBMW GROUP Tokyo Bay（2016年開業）、東京国際展示場の東新展示棟（2016年稼働）なども暫定施設となっている。また、パレットタウン跡地では後述のようにトヨタグループによるアリーナ（MEGAWEB跡地部分）も開発されるが、森ビルによるCITY CIRCUIT TOKYO BAY（MEGAWEB跡地部分の一部を活用し2023年11月開業）とイマーシブ・フォート東京（ヴィーナスフォートの建物を活用し2024年3月開業）については暫定施設として営業されている。
パレットタウン
パレットタウンもこの契約で誕生した暫定施設であったが、結果として大成功を収めた。当初の予定では2010年（平成22年）6月までに観覧車も含めたパレットタウン全体を閉鎖する計画で、利用者や都の幹部からも疑問の声が寄せられていたが、2008年（平成20年）に実施された開発事業者の公募により、当地（青海ST区画）はパレットタウンでの事業を既に展開している森ビルとトヨタ自動車が814億円で購入することになった。
同時点の計画では、パレットタウンを商業施設やホテル（コンベンション一体型）、オフィス、車の展示施設などを含む複合ビル（地上23階・地下2階）と新型観覧車に建て替え、2013年（平成25年）に開業の予定であった。しかし、経済状況の変化などから2009年（平成21年）11月に建設計画が延期されて既存施設の営業が延長される見通しとなり、2010年（平成22年）1月には、東京都と森ビル・トヨタ自動車が2016年（平成28年）3月までに新施設を開業させることで合意したが、2018年時点では開業予定が2024年度まで先送りされていた。
その後、トヨタグループの東和不動産（現：トヨタ不動産）が2020年（令和2年）3月末に大型複合アリーナ（収容人数：10,000人規模）の建設計画を発表、同年6月30日にはトヨタ自動車・東和不動産・森ビル・東京都の4者が協議を進め、2025年を目処にアリーナや商業施設などを開業すると日本経済新聞が報じた。MEGAWEBの跡地部分に建設されるアリーナ「TOYOTA ARENA TOKYO」は、2023年（令和5年）7月に工事着工し、2025年（令和7年）6月頃に竣工、同年秋に開業予定で、スポーツ・モビリティ等をテーマにBリーグ・アルバルク東京のホームアリーナとなるほか、様々なスポーツや各種イベントの開催も見込んでいる。また、アリーナのほかに新たな商業施設も計画されている（計画名：TOKYO A-ARENA PROJECT/青海ST区画プロジェクト (仮称)）。
上記計画に伴い、パレットタウンは2022年8月末で全ての施設が営業を終了し閉館した。
上記以外のパレットタウン跡地では森ビルによる遊休施設の利活用として、2023年11月に開業したサーキット「CITY CIRCUIT TOKYO BAY」（MEGAWEB跡地部分の一部を活用、運営はトムス）と2024年3月に開業した屋内型テーマパーク「イマーシブ・フォート東京」（ヴィーナスフォートの建物を活用、運営は刀社グループ）については暫定施設として営業されており、同社は今後の再開発（開発計画）も引き続き検討している。
大江戸温泉物語
当初の予定では2013年（平成25年）に営業を終了するとしていたが、2015年（平成27年）度まで東京都との土地の賃貸借契約が延長された。さらにその後にも契約期間の延長が行われ、2021年末まで契約を継続する見込みとなった。2021年（令和3年）6月23日には、契約の最長期間は20年と定められており再契約もできなかったことから、同年末をもっての契約終了が確定し、解体作業の期間も考慮して同年9月5日に閉館することが発表された。

### 赤字と借金
臨海副都心の事業費は、東京都だけで2兆4,300億円である。事業費をまかなうために、約5,200億円の地方債を起債し、他の特別会計からの借り入れも行った。第三セクターを設立し、地域内都市基盤の早期整備を図ってきた。
2001年（平成13年）、東京都は「臨海副都心事業会計」を、黒字の「埋立事業会計」「羽田沖埋立事業会計」と統合した（三会計統合）。臨海副都心事業会計は、5,290億円の累積赤字と8,815億円の借金を抱えていた。「東京都臨海地域開発事業会計」を作る事で、帳簿上は赤字と借金の一部が帳消しになった。しかし5,185億円の地方債と金利負担は残った。
2005年（平成17年）、東京ファッションタウン、タイム二十四が破綻し、民事再生法による再生手続きの開始を申し立て、手続きを進めた結果、翌年3月に東京ビッグサイトに吸収合併され、民事再生手続きが終結した。
2006年（平成18年）、東京テレポートセンター・東京臨海副都心建設・竹芝地域開発が破綻し、民事再生法による再生手続きを申し立てた。これらは東京都の度重なる事業支援にもかかわらず、1,957億円の累積赤字と1,440億円の債務超過、3,355億円の借金を抱えていたが、民事再生手続きを進めた結果、翌年4月に東京テレポートセンターに吸収合併され、民事再生手続きが終結した。
2009年（平成21年）度からは、最初の地方債の大量償還期（第一の山）を迎える。単年度で1,000億円を越える借金の返還が必要である。2002年（平成14年）の「臨海副都心開発事業の長期収支試算」によると、「都有地運用収入等の収入の累積が基盤整備関連経費や都債償還金等の支出の累積を上回る」のは2021年の見込みである。

### ヒートアイランド
臨海副都心開発前の同地区は埋立地で、ほとんどは更地だった。そこに多くの高層建築物が建造された結果、東京湾からの海風が遮られ、東京都心部でのヒートアイランド現象がさらに進行したという批判が、しばしば提起されている。
これに対し、東京都港湾局では臨海副都心の南側、さらに東京湾に張り出した中央防波堤内側埋立地での整備が予定されている海の森公園を起点とし、有明の森テニス公園を経由して、皇居や代々木公園に至る「風の道」の整備により、ヒートアイランド現象の緩和を計画している。

## 臨海副都心を舞台とした作品

### 映画
- 『ゴジラvsデストロイア』（1995年）

メルトダウンによる死を目前をしたゴジラがデストロイアと決戦を繰り広げた。なお、この作品ではまだ“お台場”ではなく、“臨海副都心”や“13号地”という表現が用いられている。なお、東京都市博の中止に伴い、脚本にも影響が出ている。
- 『ゴジラ×メガギラス G消滅作戦』（2000年）

### テレビドラマ
- 『はみだし刑事情熱系』（1996年 - 2004年）
- 『踊る大捜査線』（1997年 - ）
- 『ウルトラマンガイア』第4話（1998年）

ガイアと地球の砂漠化を企む怪獣メザードが決戦を繰り広げた。

### アニメ
- 『クレヨンしんちゃん 暗黒タマタマ大追跡』（1997年）
- 『デジモンアドベンチャー』（1999年）
- 『デジモンアドベンチャー02』（2000年）
- 『地球防衛企業ダイ・ガード』第2話（1999年）
- 『東京マグニチュード8.0』（2009年）
- 『ラブライブ!虹ヶ咲学園スクールアイドル同好会』

### 小説
- 『op.ローズダスト』

その他にもいくつか舞台とした作品が存在する。

## 交通・地理

### 鉄道
- ゆりかもめ（新橋 - 豊洲間）
- りんかい線 （新木場 - 大崎間）
※埼京線と相互直通運転

### バス路線
- 都営バス
- kmモビリティサービス 「お台場レインボーバス」
- 東京BRT

### 高速道路
- 首都高速湾岸線
- 首都高速11号台場線（レインボーブリッジ）
- 首都高速10号晴海線

### 水上バス
- 東京都観光汽船（日の出桟橋 - お台場海浜公園行き。直通浅草行き）
- 東京水辺ライン（浅草・お台場クルーズ、浅草・葛西クルーズ、葛西・お台場周遊、葛西・両国クルーズ、特別ゆらぶら便）